# Twe-spraack

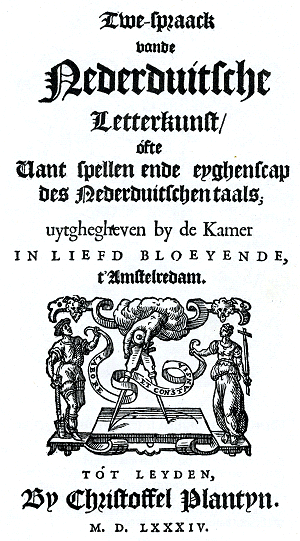
Titelseite von Twe-spraack vande Nederduitsche letterkunst (1584)

Twe-spraack ist eine niederländische Grammatik die 1584 veröffentlicht wurde und als die erste vollständige Grammatik der niederländischen Sprache gilt. Der vollständige Titel des Werks lautet Twe-spraack vande Nederduitsche letterkunst (deutsch: „Dialog über niederländische Literatur“ bzw. „Rechtschreibung“) und war einer der ersten Versuche die niederländische Sprache für ein breites, gebildetes Publikum zu standardisieren.

## Inhalt
Das Buch wurde gemeinsam von der Rederijkerkamer herausgegeben, der wahrscheinliche Autor ist jedoch Hendrik Laurenszoon Spiegel. Der Autor der Twe-spraack hatte das Ziel, eine gemeinsame, standardisierte Form der niederländischen Sprache zu fördern, die sowohl in Schrift als auch in der gesprochenen Sprache verwendet werden konnte. Dieses Bestreben zur Standardisierung war durch das Bedürfnis nach einer klaren Sprache für literarische, wissenschaftliche und administrative Zwecke im sich rasch wandelnden politischen und kulturellen Kontext der Niederlande motiviert. Die Twe-Spraack enthielt umfassende Abhandlungen über grammatikalische Regeln, Wortbildung und Rechtschreibung. Das Werk stellte unter anderem Normen für den korrekten Sprachgebrauch auf und versuchte, regionale Sprachvarianten zu überbrücken, indem es eine allgemein akzeptierte Sprachform vorschlug. Die Autoren konzentrierten sich auf die Entwicklung einer „Sprachkunst“, die bei der Schaffung einer einheitlichen Grammatik und eines Lexikons für das Niederländische helfen sollte. Dazu besteht ein wesentlicher Teil der Grammatik aus einem Dialog zwischen zwei fiktiven Figuren: Roemer und Gedeon.  Beide Charaktere ähneln höchstwahrscheinlich dem Dichter Roemer Visscher (1547–1620) und Gideon Fallet (1544–1604/15), ein prominentes Mitglied der Amsterdamer Rederijkerkamer, geboren in Mechelen. In bestimmten Bereichen war das Twe-spraack seiner Zeit voraus, beispielsweise indem es seine Wahl auf eine Standardschreibweise stützte, die auf einer Umfrage beruhte, die verschiedene Formen aus allen niederländischen Sprachgebieten umfasste. In anderen Bereichen entfernt sich das Buch weiter von der sprachlichen Realität, etwa bei der Beschreibung und Vorschreibung der Flexion. Der Autor bevorzugt hier ein System mit sechs Fällen, die auf Latein und dem Mittelniederländischen basieren, während die Fälle im Frühneuniederländischen des 16. Jahrhunderts bereits weitgehend verschwunden waren.

## Bedeutung
Die Veröffentlichung der Twe-spraack markiert einen entscheidenden Moment in der Sprachgeschichte des Niederländischen. Das Werk trug zur Entwicklung dessen bei, was später als Standardniederländisch bekannt wurde, eine Sprachform, die die Vielfalt der regionalen Dialekte überwand und als gemeinsame Sprache in den Niederlanden und Flandern verwendet wird. Obwohl es nicht  zu einer sofortigen Einführung einer standardisierten niederländischen Sprache führte, legte es den Grundstein für spätere sprachwissenschaftliche Entwicklungen und hatte erheblichen Einfluss auf die niederländische Literatur- und Grammatiktradition. Die Twe-Spraack inspirierte andere sprachwissenschaftliche Werke und spielte eine Schlüsselrolle bei der Entstehung einer nationalen niederländischen Identität, insbesondere im Bereich der Sprache. Das Werk gilt als einer der ersten Versuche, die niederländische Grammatik wissenschaftlich zu beschreiben, und hat dadurch einen nachhaltigen Einfluss auf den niederländische sprachwissenschaftliche Diskurs genommen.